# Konkowo

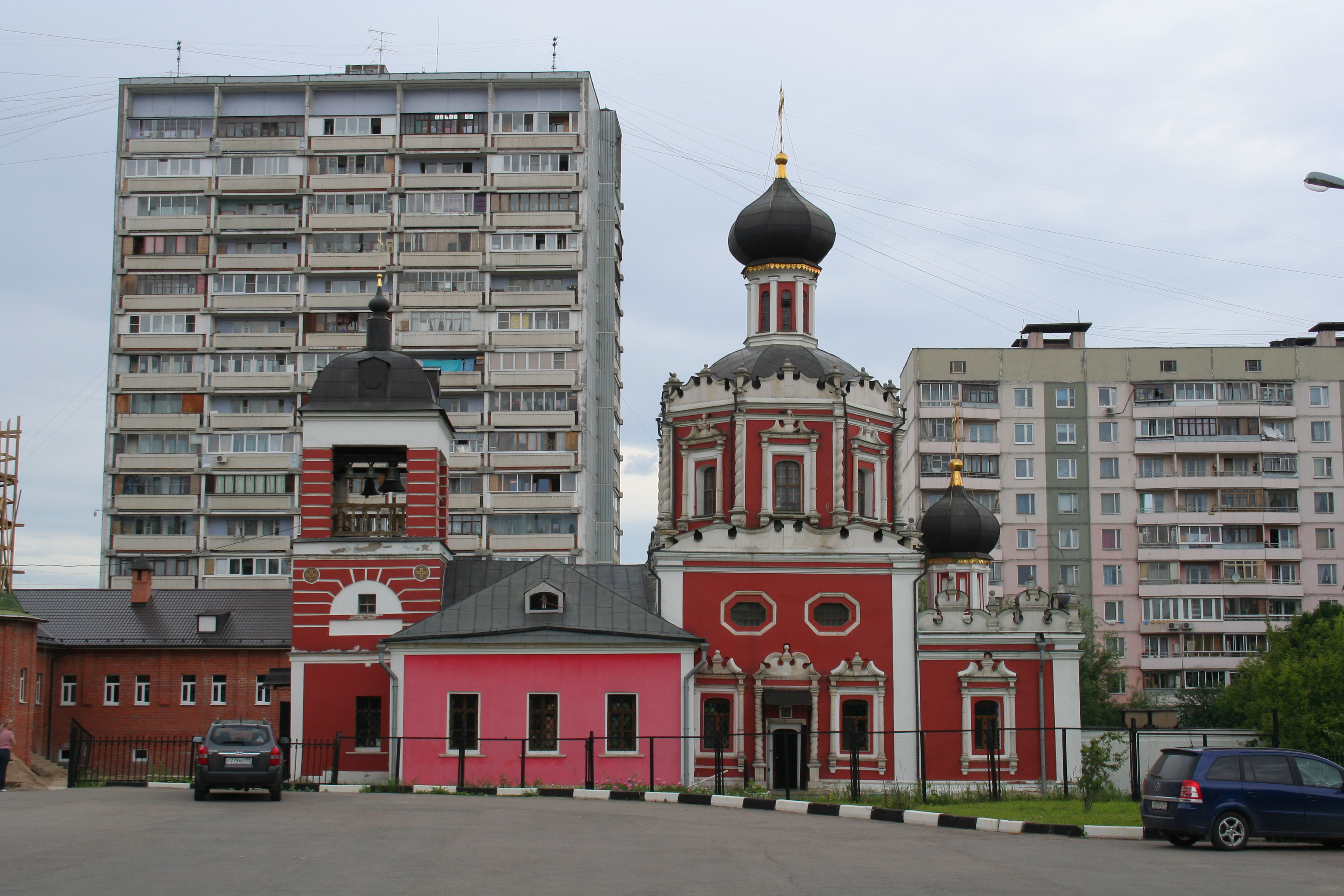
Dreifaltigkeitskirche in Konkowo

Konkowo (russisch Конько́во) ist ein Stadtteil Moskaus im Südwestlichen Verwaltungsbezirk.  Die Bevölkerung betrug am 1. Januar 2010 rund 140.000 Einwohner.
Konkowo grenzt an die Stadtteile Tjoply Stan, Jassenewo, Tscherjomuschki und Obrutschewski an. Südöstlich an den Stadtteil schließt sich der Bitza-Park an. Da sich Konkowo im Bereich der sogenannten Tjoply-Stan-Höhen befindet, gehört es mit einer maximalen Höhe von rund 250 m zu den am höchsten gelegenen Orten in Moskau.
Der heutige Stadtteil wurde 1991 mit der letzten Moskauer Gebietsreform gebildet und liegt an der Stelle der ehemaligen Dörfer Troizkoje-Konkowo, Sergijewskoje-Konkowo und Beljajewo.
Konkowo verfügt über einen Anschluss an die Metro Moskau mit den Stationen Beljajewo und Konkowo.